# Oude Amsterdamsebuurt
De Oude Amsterdamsebuurt is een buurt in Haarlem. De buurt maakt deel uit van de Amsterdamsewijk in Haarlem-Oost. De Oude Amsterdamsebuurt grenst in het westen aan Haarlem-Centrum en wordt hiervan gescheiden door de Herensingel. In het noorden vormt de spoorbaan Haarlem-Amsterdam de grens. In het oosten is dit de Nagtzaamstraat en in het zuiden vormt de Zomervaart de grens.
In de Oude Amsterdamsebuurt ligt Winkelcentrum Amsterdamstraat in de gelijknamige straat. Dit winkelcentrum bedient deze en omringende buurten.

## Geschiedenis
Voordat het gebied dat nu de Oude Amsterdamsebuurt heet grootschalig bebouwd werd, bestond het uit open weiland. Het gebied lag net buiten de vestingwerken van de stad, met de Amsterdamse Poort als toegangspoort. Aan het eind van de 19e eeuw groeide de industrie en daarmee de vraag naar huisvesting voor arbeiders. Daarom werden tussen 1895 en 1925 arbeiderswoningen gebouwd. De nabijgelegen spoorwerkplaats aan de Oudeweg van de Hollandsche IJzeren Spoorweg-Maatschappij (HIJSM) leende hiervoor geld aan de woningbouwverenigingen. Zij had redelijkerwijs belang bij de huisvesting van haar werknemers.

### Bombardement van 1943
Op 16 april 1943 poogden twaalf Lockheed Ventura’s van de Engelse  Royal Air Force (RAF) de Centrale Werkplaats van de Nederlandse Spoorwegen aan de Oudeweg te bombarderen. De bedoeling was om het daar aanwezige materiaal onbruikbaar te maken voor de Duitse bezetter. Tussen het moment van verkenning en het moment van bombarderen veranderde de windrichting waardoor zestien (brand)bommen hun doel misten. Zij kwamen iets voor 19.30 uur terecht op woningen in de Oude Amsterdamsebuurt, waaronder in de Tweede Vooruitgangstraat. Hierbij vielen 85 doden, raakten 43 mensen zwaargewond en 62 lichtgewond. Meer dan 1.600 huizen liepen schade op, 84 daarvan waren onherstelbaar vernield.